# Гімнасій

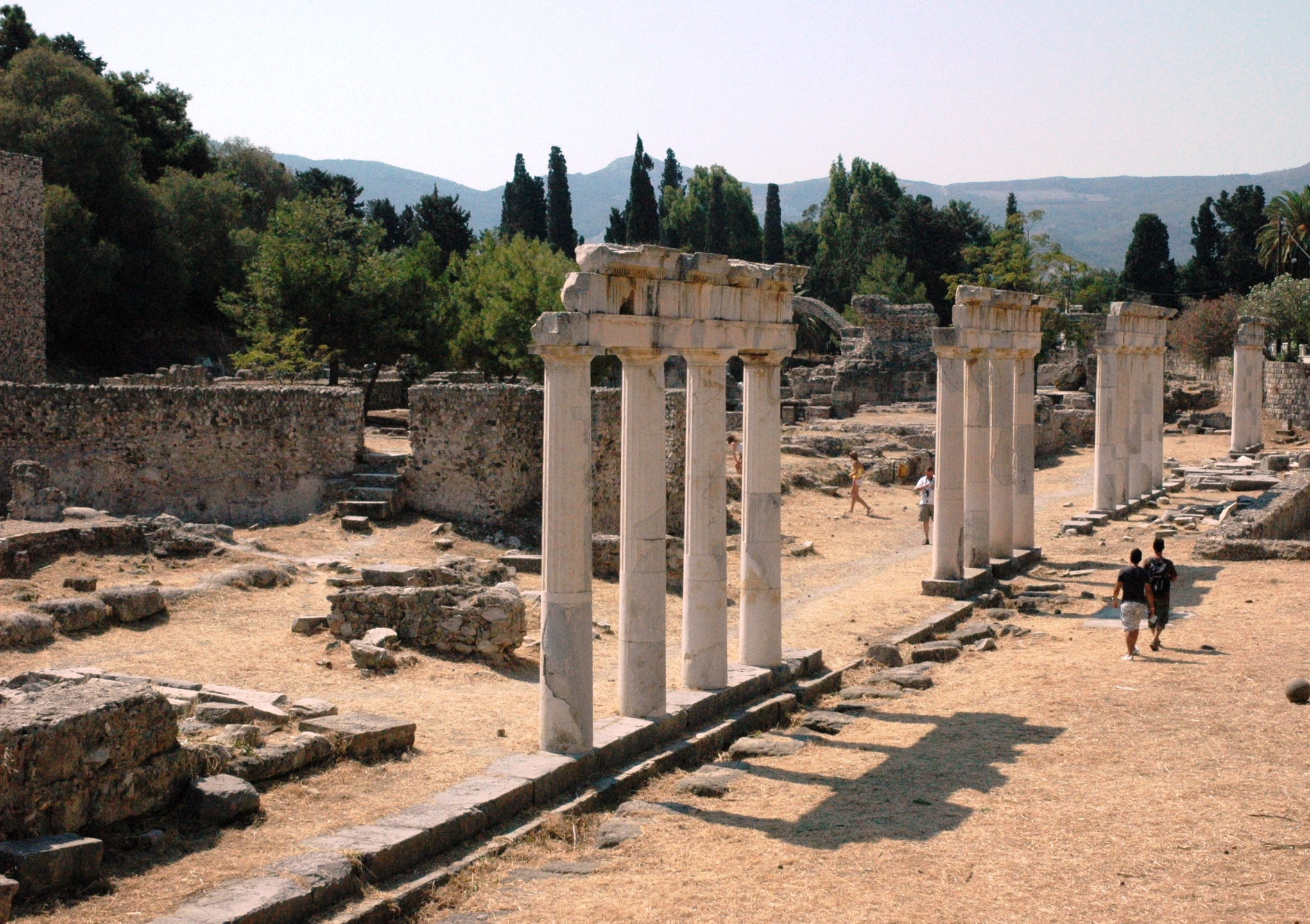
Руїни гімнасія в Косі

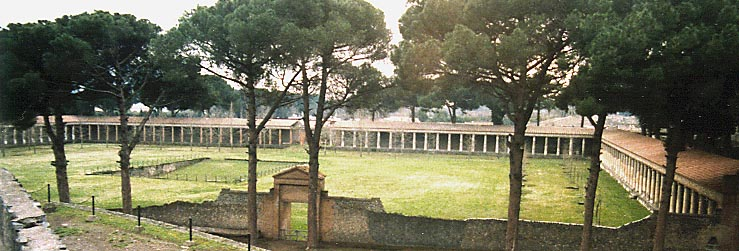
Гімнасій в Помпеях

Гімна́сій (дав.-гр. γυμνάσιον) — виховно-освітня установа в Стародавній Греції. Слово γυμνάσιον походить від дієслова γυμνάζω («оголяюся, роздягаюся; вправляюся»), утвореного з γυμνός («голий, нагий»), яке виводять від праіндоєвропейського кореня *nogʷ- «голий» (пор. праслов. *nagъ).

## Короткий опис
У гімнасії поєднувалися елементи загальноосвітнього курсу (навчання читання та письма) з інтенсивним курсом фізичної підготовки.
Спочатку гімнасій був простим квадратним майданчиком для фізичних вправ, обсадженим двома рядами тополь (за повідомленням Павсанія).
З плином часу змінювалася функція гімнасія. Поступово додалися елементи шкільного навчання. Зазнавала змін і сама організація території гімнасія, де замість рядів дерев стали влаштовувати портики та оббудовувати їх приміщеннями різного призначення — лазнями, роздягальнями.
Серед приміщень гімнасія виділялася своїми розмірами екседра — приміщення, відкрите у двір, де проходило вивчення читання та письма. Незмінним залишалися фізичні вправи на відкритому повітрі в голому вигляді, що було принципово для виховання в молоді «грецького духу», який проголошує необхідність емоційно-фізичного спілкування між чоловіками як однієї з основних цінностей давньогрецького суспільства.
Культура гімнасіїв культивувалася і в Давньому Римі.